# フィル・マック
フィル・マック（Phil Mack、1985年9月18日 - ）は、カナダのラグビー選手。

## プロフィール
- カナダ・ブリティッシュコロンビア州ビクトリア出身[1]。
- ポジションはスクラムハーフ(SH)。
- 身長 170cm、体重 77kg
- カナダ代表キャップは59（2021年2月現在）でワールドカップ2015・2019のカナダ代表に選ばれた[2]。
- 7人制カナダ代表にも選ばれたことがある。

## 略歴
BCベアーズ、オスプリーズを経て、2018年、シアトル・シーウルブズに加入。 
2020年、パシフィック・プライドのコーチに就任。 